# 鬼面山谷五郎
鬼面山谷五郎（日语：／ Kimenzan Tanigorō，1826年—1871年9月7日），本名田中新一，日本江戶時代末期美濃國（岐阜縣）出身的大相撲力士，第13代横綱，身高188公分，體重140公斤。

## 來歴
他生於美濃國養老町一個農民家庭，他後來進入武隈部屋，在1852年2月初次比賽升至十兩二枚目，1857年1月場所成為幕內選手並受僱於德島藩。
在1865年11月升至大關，然而，他在1866年11月的番付表被取消了登記。據說是因為他和年寄發生爭執，他於1868年6月再次晉升為大關。
他在1869年2月43歲時被授予橫綱名號，是年紀最大的橫綱。在幕內級別比賽他勝出143次輸了24次，得勝率85.6%。
他在1870年引退，翌年去世，安葬於埼玉縣狹山市，在岐阜縣養老町也有一個紀念碑。